# Venezianische Mehrchörigkeit

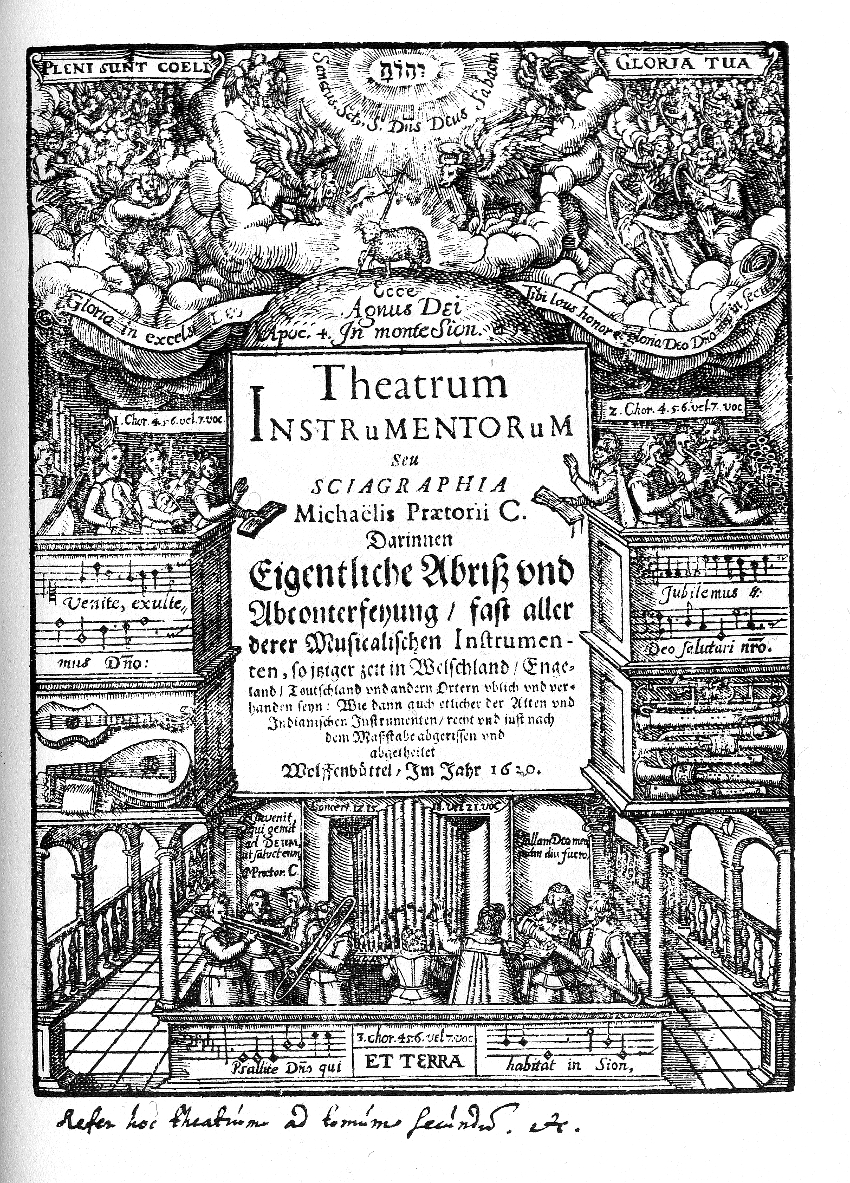
Mehrchörige Kirchenmusik (1620)

Mehrchörige Aufführung im Salzburger Dom (17. Jahrhundert)

Die venezianische Mehrchörigkeit war eine Musikpraxis, die in der Mitte des 16. Jahrhunderts in der späten Renaissance in Italien aufkam. Venedig war zu dieser Zeit ein führendes Innovationszentrum auf dem Gebiet der Musik (vgl. Venezianische Schule).

## Ursprünge des mehrchörigen Musizierens
Die Annahme liegt nahe, dass die Praxis des mehrchörigen Singens auf die von zwei sich wechselchörig antwortenden Chorgruppen (antiphonal vorgetragenen) Psalmen zurückgeht.
Spätestens seit Beginn des 15. Jahrhunderts ist auch die Praxis überliefert, die ungeradzahligen Verse z. B. von Hymnen in ihrer traditionellen gregorianischen Gestalt (einstimmig), die geradzahligen dagegen im mehrstimmigen Satz vorzutragen. Um 1430 vollzieht sich auch der endgültige Übergang zur Mehrstimmigkeit beider Chöre (Ms. Modena Estense). Der respondierende Choralgesang findet seine instrumentale Parallele im alternierenden Spiel auf zwei Orgeln, dem bei den Sängern im Chorraum stehenden Positiv und der großen Orgel auf dem Westchor von Dom- und Stiftskirchen.
Nach Gioseffo Zarlino ist der Zweck der Mehrchörigkeit in technischem Sinne:

„in großen Kirchen, in denen die Vierstimmigkeit, auch wenn viele Sänger für jede Stimme vorhanden sind, dafür nicht mehr ausreicht, einen großen Klang zu erzielen, aber in diesem Klang auch Abwechslung zu schaffen“

Die Architektur des Markusdomes in Venedig begünstigte ein solches Musizieren in getrennten Aufstellungen zwar durch vielfach sich gegenüberliegende Emporen, jedoch sind die eigentlichen Gründe für die Entwicklung dieser Musizierpraxis zweifellos struktureller Natur.

## Begründungen im philosophischen Weltbild
Neben musikalischen Beweggründen durchdringt das Bewusstwerden der räumlichen Dimension und auch das der Weitung dieses Raumes, der sichtbaren wie der geistigen Welt zu Beginn des 16. Jahrhunderts alle Gebiete des Lebens wie auch der Kunst.
Gleichermaßen Zeichen wie auch Schrittmacher dieses veränderten Bewusstseins werden
- die Entdeckung Amerikas 1492 durch Christoph Columbus
- die Entdeckungsfahrten Vasco da Gamas, Amerigo Vespuccis u. a. und die sich daran anschließende Eroberung einer „Neuen Welt“

Das sich ändernde Weltbild zeigt sich im
- heliozentrischen Weltbild des Nikolaus Kopernikus, welches er im Jahr 1543 in seinem Werk De revolutionibus orbium coelestium formuliert und dessen Konsequenzen sich auch im
- Dialog Giordano Brunos „Dell’infinito, universo e mondi“ (1584) niederschlagen.

In der Malerei wird die Perspektive als künstlerisches Mittel wiederentdeckt.
Dieser sich so vollziehenden Weitung des Raumes entspricht die raumumspannende Dynamik der mehrchörigen Musik als Parallelerscheinung einer allgemeinen Geistestendenz. Mit den Proportionen und Funktionen des architektonischen Raumes verbinden sich die den Raum umspannenden Klänge verteilt aufgestellter Chöre; die Musik erhält im Bewusstsein der Menschen dieser Zeit durch die ausdrückliche Betonung ihrer Räumlichkeit eine nahezu kosmische Dimension als Teil des wohlproportionierten Universums; die antike Sphärenharmonie und damit die Manifestation der Herrlichkeit Gottes im klingenden Kosmos wird zur metaphysischen Wurzel der Mehrchörigkeit, der Zuhörer wird von diesem Wechselspiel im Raum verteilter Klangkörper quasi umfangen.

## Äußere Bedingungen der Mehrchörigkeit in der Republik Venedig
Als äußerer Anlass einer solch strahlenden Musik führen die gesteigerten Repräsentationsbedürfnisse der katholischen Kirche (die demonstrative Tendenz der Gegenreformation) und das zunehmend feierlichere Zeremoniell des kirchlichen und öffentlichen Lebens im Allgemeinen, aber in der Republik Venedig im Besonderen (Doge Antonio Grimani) zur immer prächtigeren Zurschaustellung der Macht und des Reichtums der Dogenrepublik; die Entwicklung drängt allenthalben ins Großräumige und man erprobt neue Wege, die geweiteten Räume mit einem der prunkvollen Repräsentation gemäßen Klang zu erfüllen.

## Faktur der mehrchörigen Werke
In der Folge entstanden Werke, die den Raum, in dem musiziert wurde, einbezogen, indem sie auf zwei oder mehr Teil-Ensembles (so genannte „Chöre“) verteilt waren, die an verschiedenen Stellen des Raumes standen und teils abwechselnd aufeinander antworteten, teils sich in Tutti-Passagen vereinigten und so den ganzen Raum mit Klangpracht erfüllten. Fra Ruffino d’Assisi, Domkapellmeister in Padua, schrieb um 1510–20 erstmals achtstimmig Psalmen a coro spezzato, d. h. für einen geteilten Chor bzw. für zwei vierstimmige Chöre. Bei ihm gibt es bereits über den Wechsel je Psalmvers hinaus den Wechsel je Wort oder Sinneinheit im Vers selbst und damit die eigentliche Coro-spezzato-Technik. Adrian Willaert baute diese Technik besonders in seinen achtstimmigen Salmi spezzati von 1550 weiter aus.
Als besonders günstig erweist sich die Besetzung mehrerer Chöre in gleicher, meist 4- bis 7-stg. gemischter Besetzung oder aber, zur Erzielung vielfältiger Kontrastwirkungen, die Besetzung mehrerer Chöre in verschiedener Tonlage.

## Disposition der mehrchörigen Werke
Seit Giovanni Gabrieli wird auch immer öfter eine Differenzierung der Klangfarben explizit vorgeschrieben, etwa indem ein Chor mit Streichern und ein anderer mit Bläsern besetzt wurde.
Lodovico Grossi da Viadana, der hierin auf venezianische Traditionen zurückgreift, die zum großen Teil bereits von Andrea Gabrieli erprobt wurden, entwirft in der Vorrede zu seinen Salmi a 4 cori per cantare e concertare (Venedig 1612) eine mustergültige Besetzung eines vierchörigen Chorwerkes wie folgt:
1. Concertatchor: die besten Sänger (1- bis 5-stg.), Soli ohne Instrumente (bzw. mit Streichern), der Generalbass wird von der Hauptorgel und evtl. einem zusätzlichen Chitarrone ausgeführt;
2. Hauptchor (Capella): starke Besetzung (4-stg., nicht weniger als 16, besser jedoch 20–30 Sänger) mit Instrumenten (Streicher, Posaunen etc.) und Cembalo für den Gb.
3. Hochchor (Coro acuto): 4-stg., beliebige, kleinere Besetzung, mit Violinen, Violen, Krummhörnern & Zinken, die Oberstimme wird wegen ihres Ambitus nicht gesungen, sondern instrumental ausgeführt, die tiefste Stimme ist der Tenor, den die 2. Orgel mitspielt
4. Tiefchor (Coro grave): 4-stg., kleinere Besetzung zu „gleichen Stimmen“ von tiefen Altisten bis zu Subbässen (bassi profondi), dazu Posaunen, Streicher, Fagotte, der Bass wird von der 3. Orgel mitgespielt
Bei Adrian Willaert vereinigt der 1. Chor noch oft die Gerüststimmen des ganzen Satzes, während der 2. Chor zur zusätzlichen Ausfüllung des so erschlossenen Tonraumes herangezogen wird. Aus der späteren Aufteilung der Stimmen auf die verschiedenen Chöre und die immer größere Chordisposition ergibt sich natürlich auch eine Erweiterung des Tonbereiches, des Klangvolumens und der Klangfarben. (Die Chöre 2–4 können außerdem nach Belieben durch Hinzuziehen von Complement-Chören (Ripieni) zusätzlich verdoppelt werden.)
Die Gesamtzahl der Sänger wird an San Marco um die Mitte des 16. Jahrhunderts wohl 40 betragen haben.
Varianten dieser Besetzungsmuster beschreibt auch Heinrich Schütz in den Hinweisen zur Aufführung seiner großen Chorwerke, gesteht aber auch in der Vorrede seiner Geistlichen Chormusik 1648 nicht nur eine große Variabilität in der Besetzung mehrchöriger Werke, sondern sogar die Aufteilung eigentlich nicht mehrchörig konzipierter Werke auf verschiedene Chöre zu:

„Es ist aber mit Stillschweigen ferner nicht zu übergehen / das auch dieser Stylus der Kirchen-Music ohne den Bassum Continuum (welche mir dahero Geistliche Chor-Music zu tituliren beliebet hat) nicht allezeit einerley ist / sondern das etliche solcher Compositionen eigentlich zum Pulpet / oder zu einem / beydes mit Vocal- und Instrumental-Stimmen besetzten vollen Chore gemeinet / theils aber derogestalt auffgesetzet seyn / das mit besserm Effect die Partheyen nicht dupliret, Tripliciret, &c. Sondern in Vocal- und Instrumental-Partheyen vertheilet / und auff solche Weise mit gutem Effect in die Orgel auch wohl gar per Choros (wann es eine Composition von Acht / Zwölff oder mehr Stimmen ist) Musiciret werden können. Von welcher beyderley Gattung dann auch im gegenwärtigen meinem mit wenig Stimmen vor dißmahl nur heraus gegebenen Wercklein (und bevorab unter den Hintersten / bey welchen ich dahero auch den Text nicht habe unterlegen lassen) anzutreffen seyn; Gestalt der verständige Musicus in etlichen vorhergehenden dergleichen selbsten wohl vermercken / und dahero mit dero Anstellung gebührlich zuverfahren wissen wird.“

## Für den mehrchörigen Stil bedeutsame Komponisten und Theoretiker
Die für den mehrchörigen Stil wichtigen Komponisten bzw. Theoretiker sind, mit ihren jeweils bedeutendsten Werken oder theoretischen Schriften:
| Kapellmeister des Markusdoms | Organisten des Markusdoms | Weitere Komponisten und bedeutende Theoretiker |
| --- | --- | --- |
| Adrian Willaert (um 1480–1562), ab 1527 Kapellmeister an S. Marco, Begründer der Venezianischen Schule, 8-stg. Salmi Spezzati, Venedig 1550, Musica nova, Venedig 1559                                   | Annibale Padovano (um 1527–1575), Organist an S. Marco in Venedig, angeblich Erfinder des gemeinsamen Konzertierens auf zwei Orgeln, ab 1552 gemeinsames Musizieren mit Girolamo Parabosco und Claudio Merulo bezeugt | Francesco Patavino (um 1487 – um 1556), Maestro di Capella an verschiedenen Kathedralen Norditaliens, 8-stg. Psalmen und Komplete a coro spezzato. Fra Ruffino Bartolucci (d’Assisi) (um 1490 – um 1532), 1510–1520 Magister cantus an der Kathedrale von Padua, 8-stg. Salmi a coro spezzato |
| Cypriano de Rore (1516–1565), Sänger an S. Marco, Schüler von Willaert, 1553 Hofkapellmeister in Ferrara, 1561 Hofkapellmeister in Parma, 1563 Kapellmeister an S. Marco, 1564 Hofkapellmeister in Parma | Andrea Gabrieli (1510–1586), seit 1536 Sänger an S. Marco, Schüler von Willaert, 1566 2., 1586. 1. Organist ebd., Lehrer seines Neffen Giovanni Gabrieli und Hans Leo Hasslers, Bußpsalmen, Venedig 1587              | Nicola Vicentino (1511–1572), Schüler Willaerts, Hofkapellmeister zu Ferrara, L’antica mus. ridotta a. moderna prattica, Rom 1555 |
| Gioseffo Zarlino (1517–1590), Schüler Willaerts, 1565–1590 Kapellmeister an S. Marco, bedeutendster Theoretiker seiner Zeit, Istituzioni harmoniche, Venedig 1558                                        | Claudio Merulo (1533–1604), 1557 2., 1566 1. Organist an S. Marco, ab 1586 danach in Parma als Hoforganist, 8- bis 16-stg. Motetten 1596, besonders bedeutend jedoch durch Orgelwerke                                 | Thomas Tallis († 1585), Spem in alium mit 40 Stimmen in 8 fünfstimmigen Chören |
| Baldassare Donato († 1603), um 1590–1603 Kapellmeister an S. Marco, 12-stg. Psalmen Venedig 1584 | Girolamo Diruta (um 1561 – um 1610), nach Merulos Auskunft einer seiner besten Schüler, nach 1580 Organist an S. Marco, 1597 Domorganist in Chioggia, besonders bedeutend durch das Orgelwerk Il transilvano          | |
| Giovanni Croce (1557–1609), 1603–09 Kapellmeister an S. Marco, 16-stg. Messe | Giovanni Gabrieli (1557–1613), Neffe und Schüler Andrea Gabrielis sowie Schüler Orlando di Lassos, 1585 Organist an S. Marco in Venedig, Sacrae symphoniae I 1597, II posth. 1615                                     | Orlando di Lasso (1532–1594), 1553–1555 Kapellmeister an San Giovanni in Laterano, 1562 Kapellmeister der herzoglichen Hofkapelle München, u. a. Lehrer von A. und G. Gabrieli, Magnum opus musicum 1604                                                                                      |
| Giulio Cesare Martinengo, 1609–13 Kapellmeister an S. Marco | Vincenzo Bellavere (um 1530–1587), 1586–87 Organist an S. Marco in Venedig | Giovanni Pierluigi da Palestrina (um 1525–1594), 1544 Domorganist in Palestrina, 1551 Kapellmeister der Cappella Giulia in Rom, 1555 Kapellmeister an San Giovanni in Laterano, 1561 Kapellmeister an Santa Maria Maggiore, 1571 Kapellmeister am Petersdom                                   |
| Claudio Monteverdi (1567–1643), 1613 Kapellmeister von S. Marco in Venedig, höchstangesehener Musiker seiner Zeit, Vespro della beata vergine, Mantua 1610                                               | Gioseffo Guami (um 1540–1611), 1568–1579 Hoforganist in München unter Orlando di Lasso, 1588 1. Organist an S. Marco, außerdem Organist an S. Martino, 10-stg. Sacrae cantiones, Venedig 1585                         | Alessandro Striggio der Ältere (um 1535–1587), 40-stg. Motette Ecce beatam lucem zu 9 Chören, Venedig 1586, Messe zu 40 bzw. 60 Stimmen |
| Alessandro Grandi (1590–1630), 1597 Kapellmeister in Ferrara, 1618 maestro del canto an S. Marco, später Vizekapellmeister, Cantiones sacrae, Antwerpen 1639                                             | Giovanni Priuli († 1629), 1507 zur Unterstützung G. Gabrielis Organist an S. Marco | Giulio Caccini (um 1545–1618), mit Vincenzo Galilei und Jacopo Peri Gründer der „Florentiner Camerata“, Nuove musiche Florenz 1601 |
| Giovanni Rovetta (1596–1668), Schüler Monteverdis, 1644–1668 dessen Nachfolger als Kapellmeister an S. Marco                                                                                             | Giovanni Battista Grillo († 1622), 1619 Organist an S. Marco in Venedig, 12-stg. Sacri concentus …, Venedig 1618 | Marc’Antonio Ingegneri (1547–1592), Domkapellmeister in Cremona, dort Lehrer Claudio Monteverdis, 7- bis 12-stg. Sacrae cantiones, Venedig 1589 |
| Francesco Cavalli (1602–1676), 1640 2. Organist an S. Marco, dann Nachfolger Rovettas | | Tomás Luis de Victoria (um 1548–1611), Schüler und Amtsnachfolger Palestrinas in Rom, 1587–1611 Konventorganist Leiter der Kapelle des kaiserlichen Klosters De las Descalzas de Santa Clara (Kloster der barfüßigen Nonnen) in Madrid                                                        |
| | | Orazio Vecchi (1550–1605), 8- bis 10-stg. Messen 1590–99 |
| | | Luca Marenzio (um 1560–1599) 12-stg. Motetten, Venedig 1614 |
| | | Lodovico Grossi da Viadana (1564–1627), 100 Concerti Ecclesiastici, Venedig 1602, Salmi a 4 cori, ebd. 1612 |
| | | Bonaventuro Rubino, Vespro dello Stellario, Palermo 1612 |
| | | Adriano Banchieri (1568–1634), Schüler Guamis, 14 Concerti Ecclesiastici, Venedig 1595 |
| | | Gregorio Allegri (1582–1652), Miserere zu 9 Stimmen, lange Zeit ausschließlich für Aufführungen in der Sixtinischen Kapelle reserviert |
| | | Heinrich Schütz (1585–1672), 1609 Orgel- & Kompositionsstudium bei Giovanni Gabrieli, 1628–29 2. Italienreise (Monteverdi, Venedig), Symphoniae sacrae I 1629 II 1647 III 1650 |
| | | Orazio Benevoli (1605–1672) |

## Einfluss auf spätere Komponisten
Die venezianische Mehrchörigkeit markiert damit den endgültigen Übergang von der Renaissance zum Barock. Das mehrchörige Komponieren und Musizieren verbreitete sich insbesondere durch das eindrucksvolle Beispiel Gabrielis, dem weithin nachgeeifert wurde, rasch über große Teile Europas. Der bedeutendste deutsche Komponist, der die Mehrchörigkeit adaptierte, war dessen Schüler Heinrich Schütz, den man auch als den Vater der deutschen Kirchenmusik bezeichnet. Ein herausragendes Beispiel für Mehrchörigkeit im deutschsprachigen Raum ist außerdem die großangelegte, 53-stimmige Missa Salisburgensis (wohl 1682, Heinrich Ignaz Franz Biber zugeschrieben). In der Mitte des 17. Jahrhunderts verlor sich die Vorliebe für Mehrchörigkeit dann zugunsten einer mehr orchestralen Schreibweise, die überwiegend von Frankreich ausging. Ein Rest der Mehrchörigkeit lebte im Concerto grosso fort, von dem dann wieder Impulse für das barocke Solokonzert ausgingen. Bei Georg Friedrich Händel findet man auch die Bezeichnungen einzelner, klar doppelchörig konzipierter Konzerte als „Concerto a due cori“.
Noch Johann Sebastian Bach schrieb doppelchörige Motetten, auch seine Matthäuspassion hat eine doppelchörige Anlage. In Salzburg, wo die venezianische Mehrchörigkeit Tradition hatte, schrieb Wolfgang Amadeus Mozart z. B. „Venite, Populi“ KV 260 (KV 248 a).
Aus der Beschäftigung mit historischen Vorbildern heraus schufen romantische Komponisten doppel- oder mehrchörige Werke, eine besonders auffallende Vorliebe für diese Setzweise findet man bei Felix Mendelssohn Bartholdy, aber auch z. B. Robert Schumann (Vier doppelchörige Gesänge op. 141) Johannes Brahms (Fest- & Gedenksprüche op. 109), Joseph Gabriel Rheinberger (Cantus Missae op. 109), und Max Reger haben mehrchörige Werke komponiert, die mehr oder weniger offensichtlich in dieser Tradition stehen.
Doppelchörige Kompositionen in der Moderne finden sich auch bei Frank Martin (Messe für 2 Chöre, In terra pax).